# Sint-Franciscuskerk (Merksem)

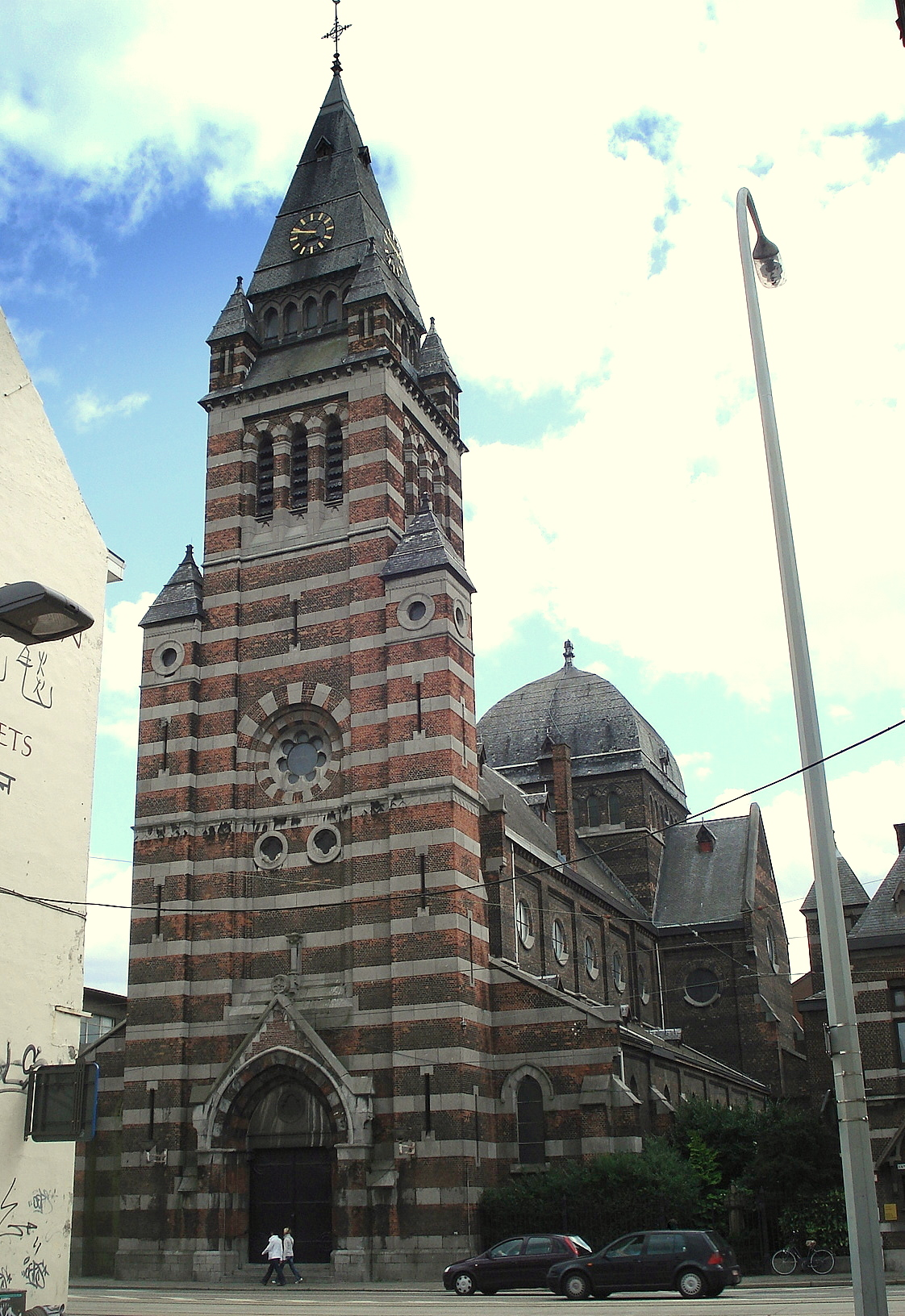
Sint-Franciscuskerk

De Sint-Franciscuskerk is een parochiekerk in de tot de gemeente Antwerpen behorende plaats Merksem, gelegen aan de Bredabaan.

## Geschiedenis
Deze kerk werd gebouwd in 1893-1896, in een tijd dat Merksem zich enorm uitbreidde en verstedelijkte ten gevolge van de uitbreiding van het Antwerpse havengebied in de richting van Merksem. Vergroting van de Sint-Bartholomeuskerk bracht niet voldoende soelaas en in 1890 werd een tweede parochie in Merksem gesticht. Vanwege de inspanning van toenmalig burgemeester Frans de l’Arbre werd de kerk aan Sint-Franciscus gewijd. De kerk werd gebouwd naar ontwerp van Henri Blomme.
In 1940 liep de kerk schade op door beschietingen.

## Gebouw
Het betreft een kerk in eclectische trant, met neobyzantijnse elementen. Het is een naar het zuidoosten georiënteerde kruisbasiliek met voorgebouwde toren. De kerk is uitgevoerd in baksteen met blauwe natuursteen voor de decoratieve elementen waaronder de horizontale speklagen op de toren.
De viering draagt een vierkante koepel. De kerk heeft een halfronde apsis.